# Georges Skandalis
Georges Skandalis (Atenas, 5 de novembro de 1955) é um matemático grego.
Skandalis estudou de 1975 a 1979 na Escola Normal Superior de Paris com agrégation em 1977. A partir de 1979 foi assistente na Universidade Pierre e Marie Curie, onde obteve um doutorado em 1986, orientado por Alain Connes.
Em 1990 foi palestrante convidado (invited speaker) no Congresso Internacional de Matemáticos em Quioto (Operator Algebras and Duality). Foi membro do grupo de matemáticos Nicolas Bourbaki.

## Publicações selecionadas
- com Joachim Cuntz, Boris Tsygan: Cyclic homology in non-commutative geometry (= Encyclopaedia of Mathematical Sciences. Operator Algebras and Non-Commutative Geometry. vol. 121). Springer, Berlin et al. 2004, ISBN 3-540-40469-4 (pp. 115–134: Skandalis: Noncommutative Geometry, the Transverse Signature Operator, and Hopf Algebras (after A. Connes and H. Moscovici). Translated by Raphaël Ponge and Nick Wright. doi:10.1007/978-3-662-06444-3_3).
- com Gennadi Kasparov: Groups acting properly on "bolic“ spaces and the Novikov conjecture. In: Annals of Mathematics. vol. 158, no. 1, 2003, pp. 165–206, doi:10.4007/annals.2003.158.165.
- com Jean Louis Tu e Guoliang Yu: The coarse Baum-Connes conjecture and groupoids. In: Topology. vol. 41, no. 4, 2002, ISSN 0040-9383, pp. 807–834, doi:10.1016/S0040-9383(01)00004-0.